# AMG-1925

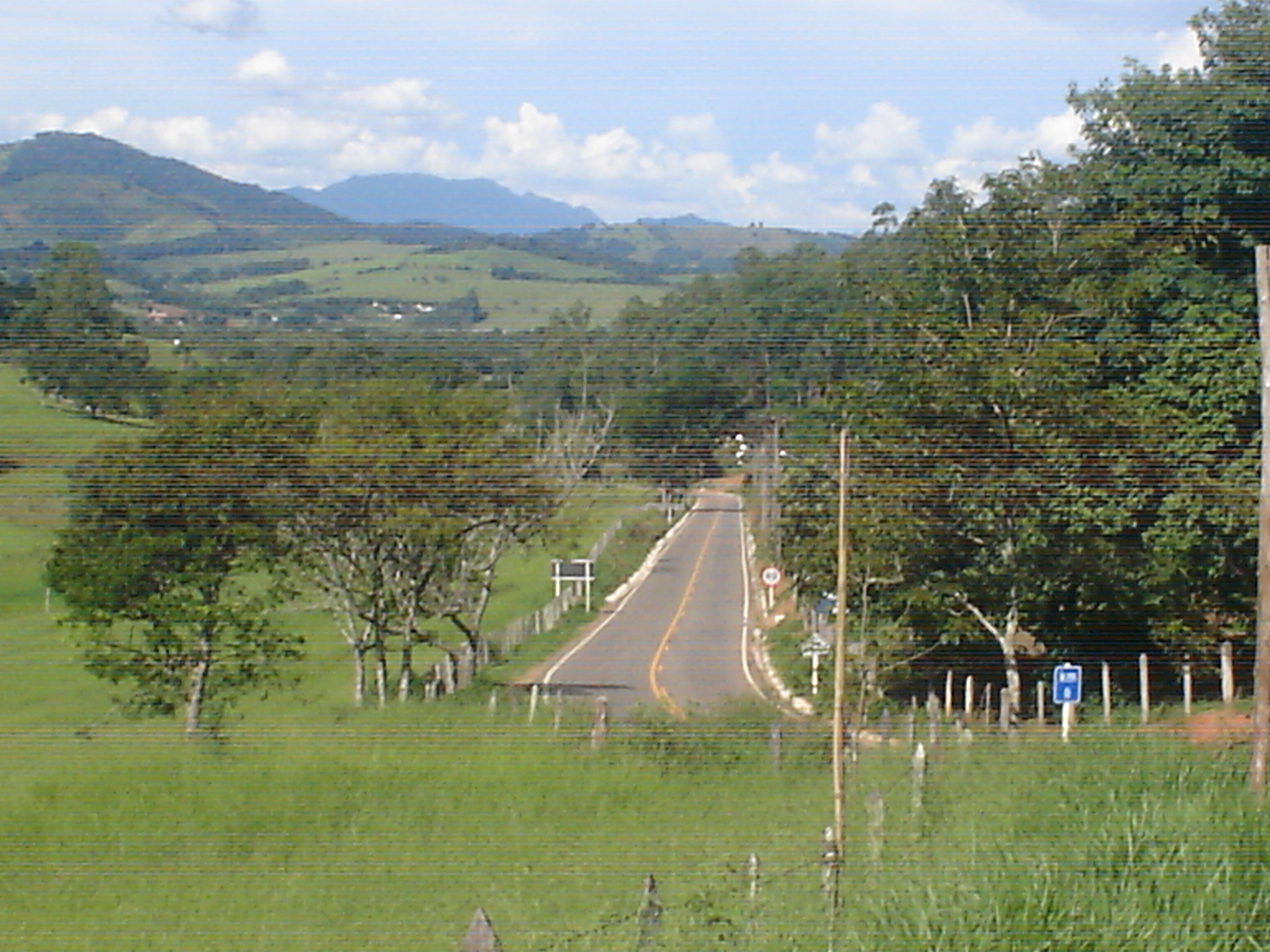
Trecho inicial da rodovia AMG-1925 no município de Piranguinho.

AMG-1925 é uma rodovia brasileira do estado de Minas Gerais,  localizada no município de Piranguinho, com 4,2 km de extensão. Ela liga a BR-459 ao distrito de Olegário Maciel, situado à margem esquerda do Rio Sapucaí.